# Valsad tråd
Valsad tråd valstråd, metalltråd med massivt tvärsnitt vanligtvis framställd genom varmvalsning i ett trådvalsverk. Den färdiga valstråden har oftast ett cirkelformat tvärsnitt. Diametern ligger då i allmänhet mellan 5 och 15 mm. Tråden får i regel en finkornig mikrostruktur försedd med ett tunt oxidskikt efter valsningen. För framställning av klenare valstråd (dragen tråd) tillämpas s.k. tråddragning vilken sker i rumstemperatur.